# Džamal Otarsultanov
Džamal Sultanovič Otarsultanov (in russo Джамал Султанович Отарсултанов?; Bujnaksk, 14 aprile 1987) è un lottatore russo nella categoria 55 kg (libera), categoria in cui si è laureato campione olimpico ai Giochi della XXX Olimpiade di Londra.

## Palmarès
- Giochi olimpici

2012 - Londra: oro nella categoria fino a 55 kg.
- Europei

2011 - Dortmund: oro nella categoria fino a 55 kg.
2012 - Belgrado: oro nella categoria fino a 55 kg.